# بيتي بوو
بيتي بوو (بالإنجليزية: Betty Boo؛ بالملايوية: Betty Boo) هي مغنية وملحنة ماليزية وبريطانية، ولدت في 6 مارس 1970 في لندن في المملكة المتحدة.

## وصلات خارجية
- بيتي بوو على موقع IMDb (الإنجليزية)
- بيتي بوو على موقع ميوزك برينز (الإنجليزية)
- بيتي بوو على موقع أول ميوزيك (الإنجليزية)
- بيتي بوو على موقع ديسكوغز (الإنجليزية)
- بيتي بوو على موقع ديسكوغز (الإنجليزية)